# Chapelle Saint-Philibert et Saint-Roch de Moëlan-sur-Mer
La chapelle Saint-Philibert et Saint-Roch est un édifice situé à Moëlan-sur-Mer, en France.

## Localisation
La chapelle est située sur le territoire de la commune de Moëlan-sur-Mer, place de Lindenfelds, dans le département du Finistère, en région Bretagne.

## Description
L'ensemble est constitué de la chapelle, du cimetière avec son calvaire, et de la fontaine située à quelques mètres de l'enclos. La chapelle comporte une nef avec bas-côtés et un transept dans le prolongement du chevet. Au-dessus du porche voûté s'élève le clocher dont les baies, séparées par des colonnes, sont disposées pour recevoir des cloches de grosseurs différentes. La fenêtre du chevet conserve plusieurs panneaux d'un vitrail du XVe siècle, représentant la Nativité et l'Adoration des mages. À l'intérieur, les arcades formées de colonnes cylindriques et d'arcs en tiers-point, portent des voûtes en bois enduites de plâtre. Le calvaire, reposant sur un socle en granit, comprend les trois croix traditionnelles et une Pietà. La fontaine se compose d'une niche abritée par une voussure en plein cintre et alimente un lavoir. 
Une concession d'indulgences avait été accordée à la chapelle le 26 janvier 1516. Sur une pierre de l'aile sud, on trouve une date de restauration, 1599, et l'inscription "Henry Corn Fabrique S. Roc 1599". La chapelle est restaurée à nouveau en 1975. L'édifice est en forme de tau comprenant une nef de cinq travées avec bas-côtés s'élargissant au niveau de la cinquième pour former les deux ailes alignées sur le chevet. On y trouve de nombreuses statues en bois polychrome : Notre-Dame de Bonne Nouvelle (XVIe siècle), Dieu le Père provenant d'une Trinité (XVIe siècle), une pietà (XVIe siècle), saint Christophe (XVIe siècle), saint Jean, provenant d'une poutre de gloire (XVIIe siècle), saint Jacques le Majeur, saint Cornély avec tiare, deux saints évêques. Dans le chœur se trouvent les statues de saint Roch et saint Philibert (toutes deux du XVIIe siècle). On trouvait également jadis les statues de sainte Thumette, saint Cado et saint Melaine,.

## Historique
L'ensemble est classé (chapelle, cimetière, calvaire et fontaine) au titre des monuments historiques par arrêté du 26 mars 1943.

## Galerie

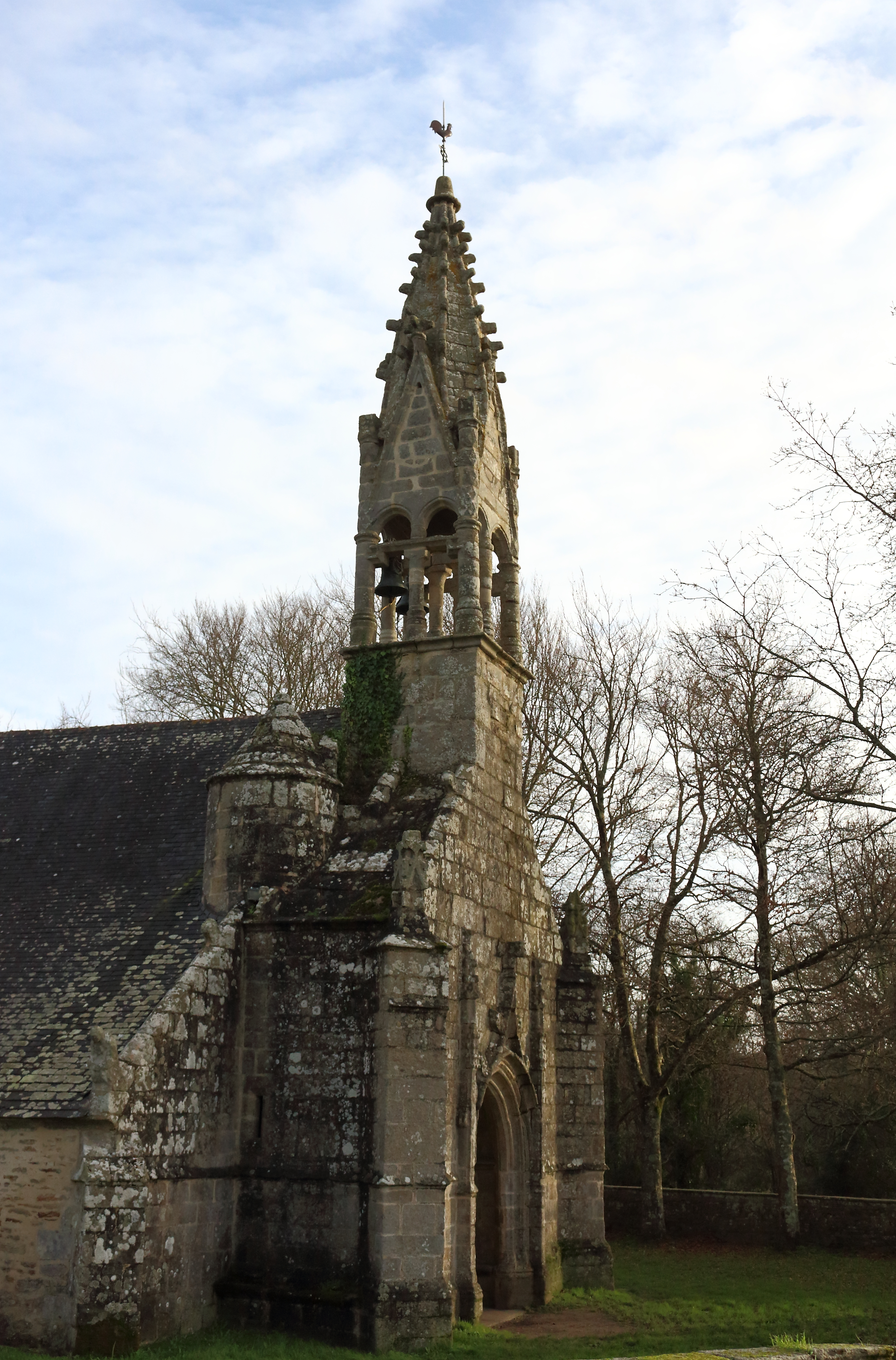
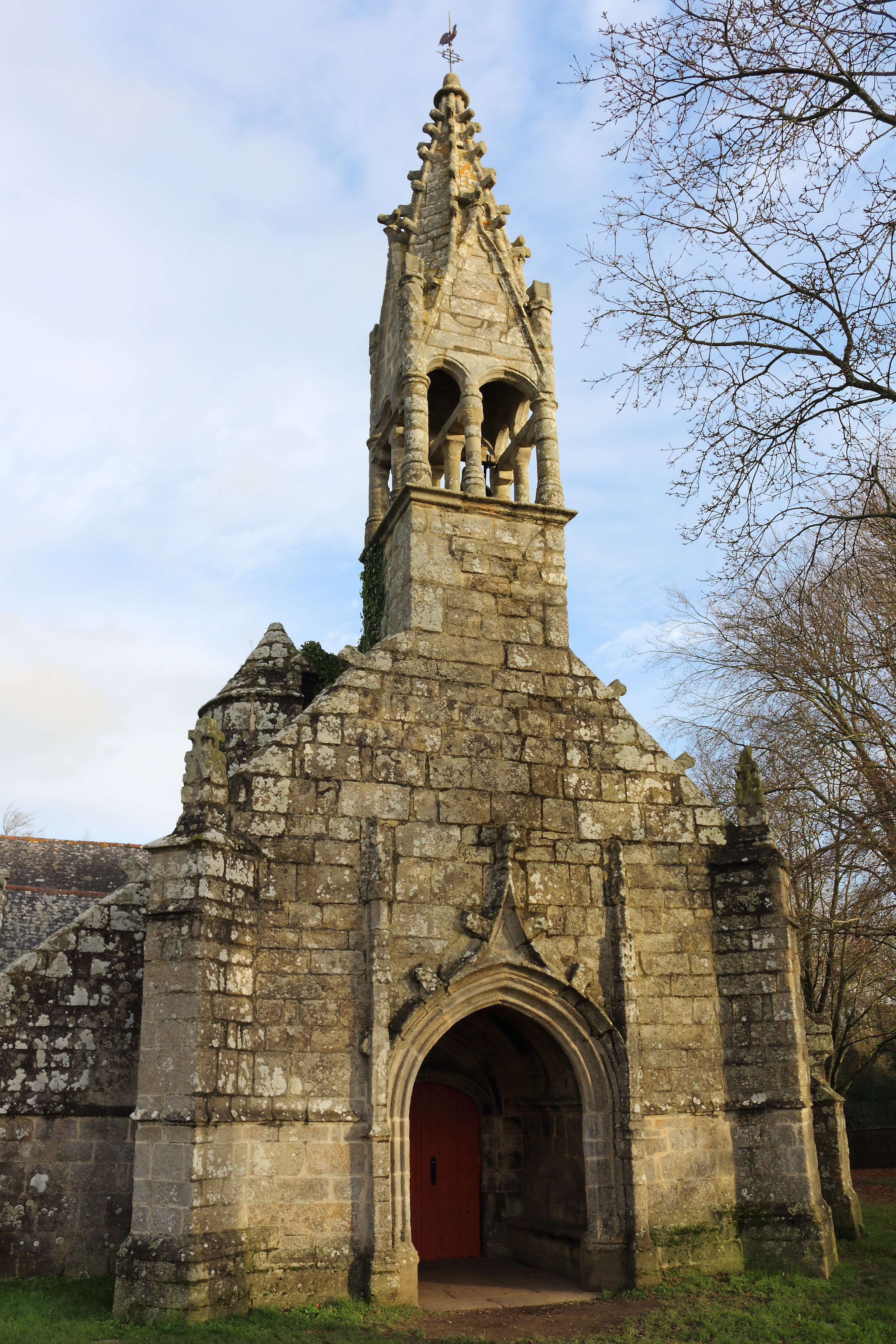
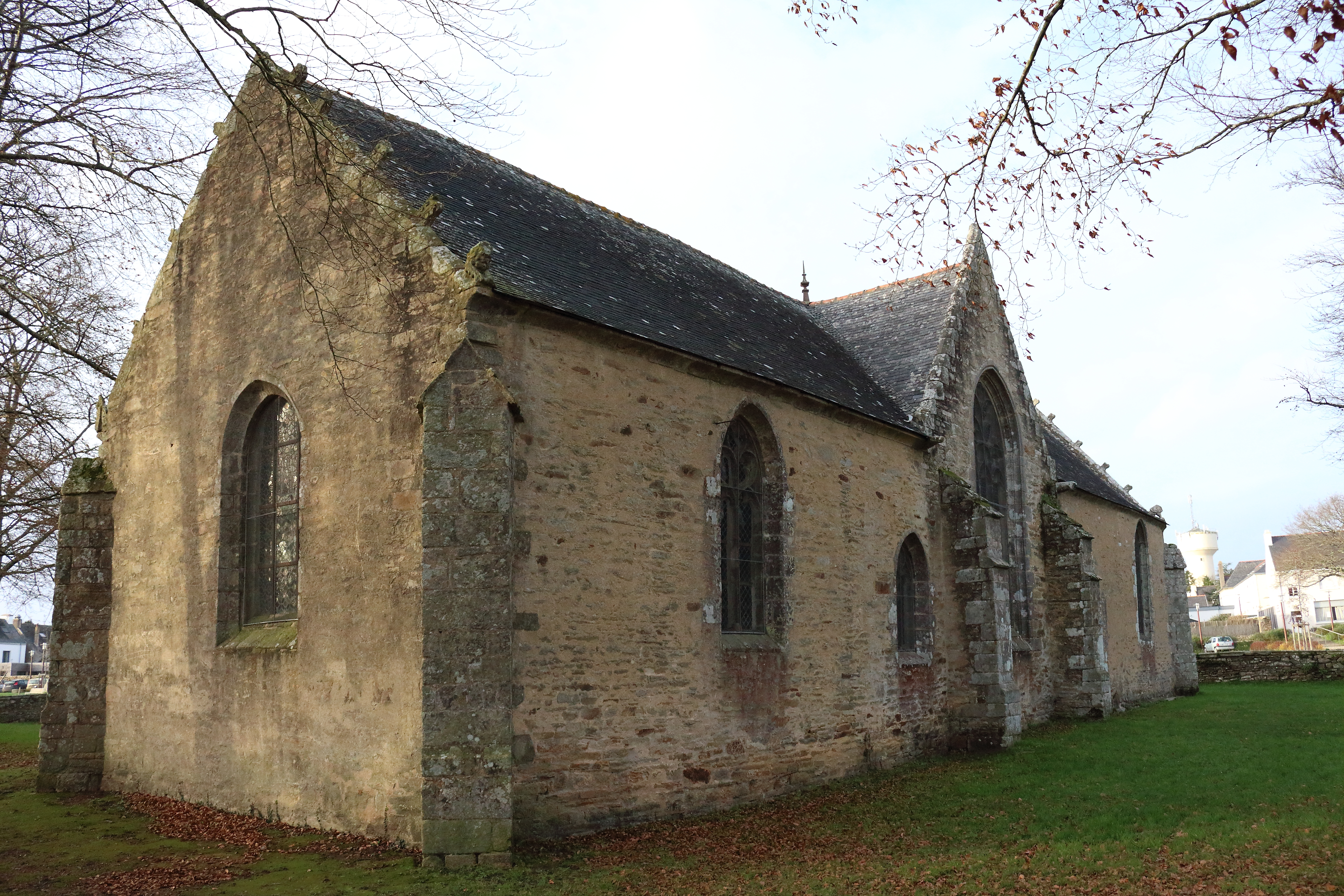
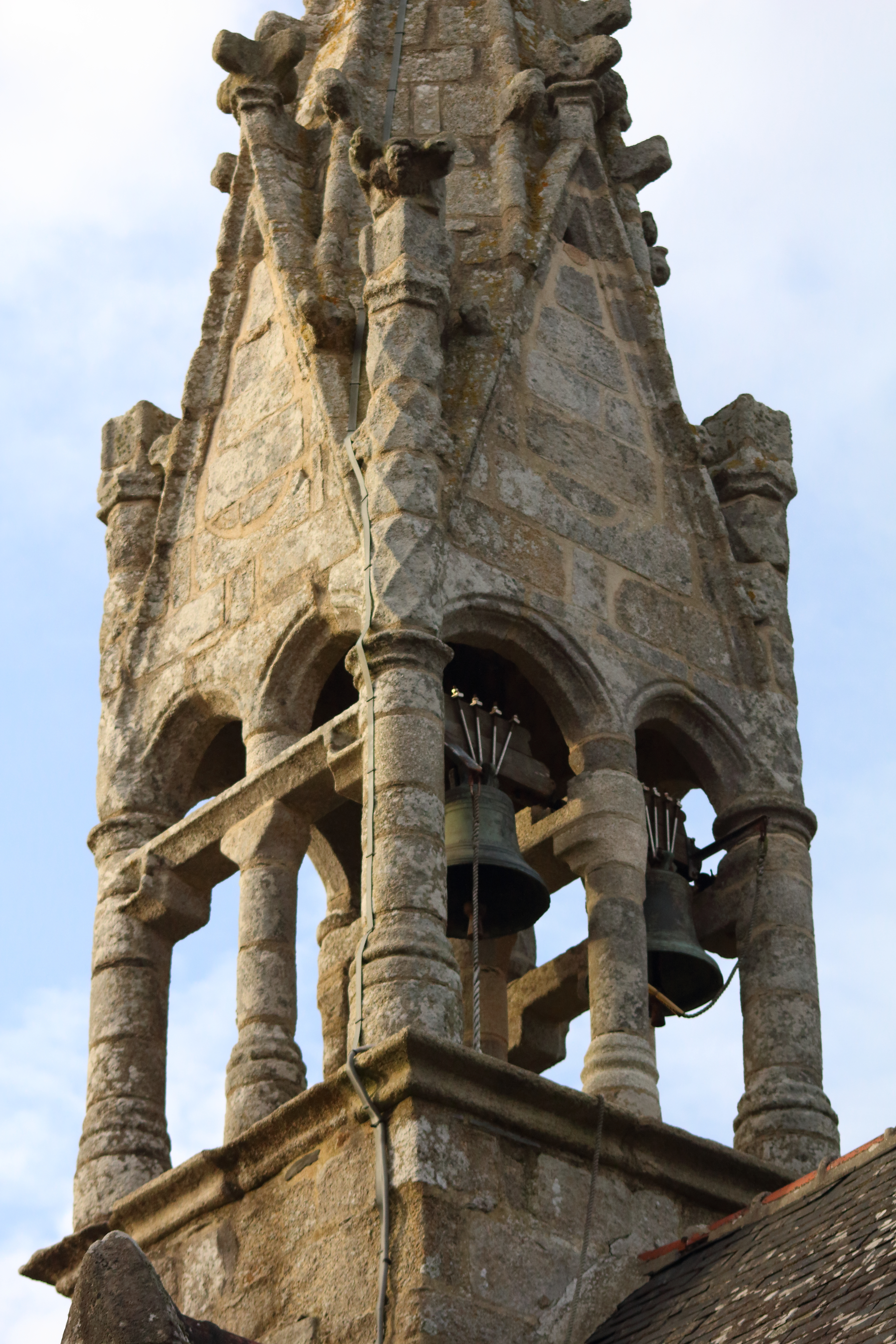
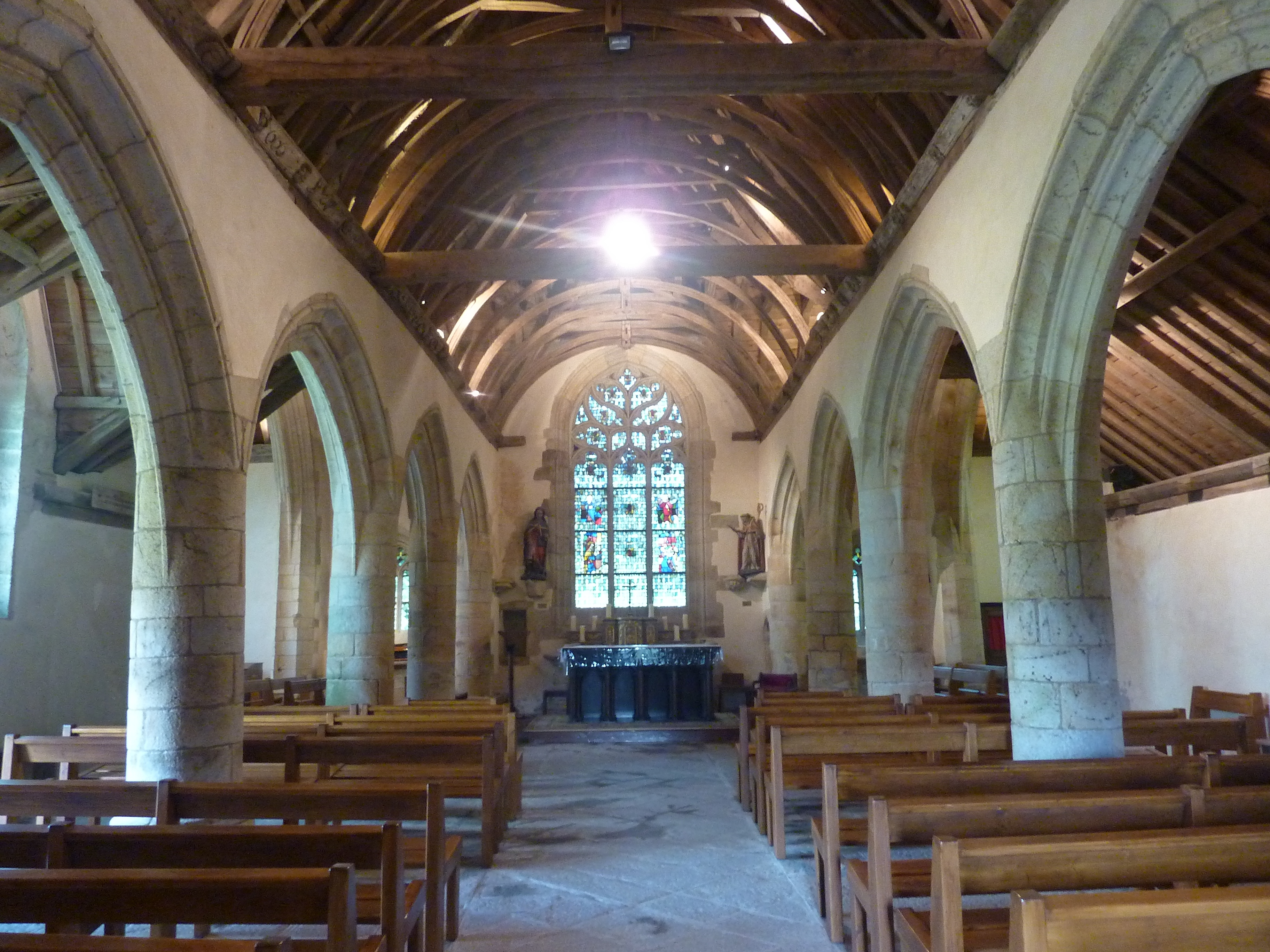
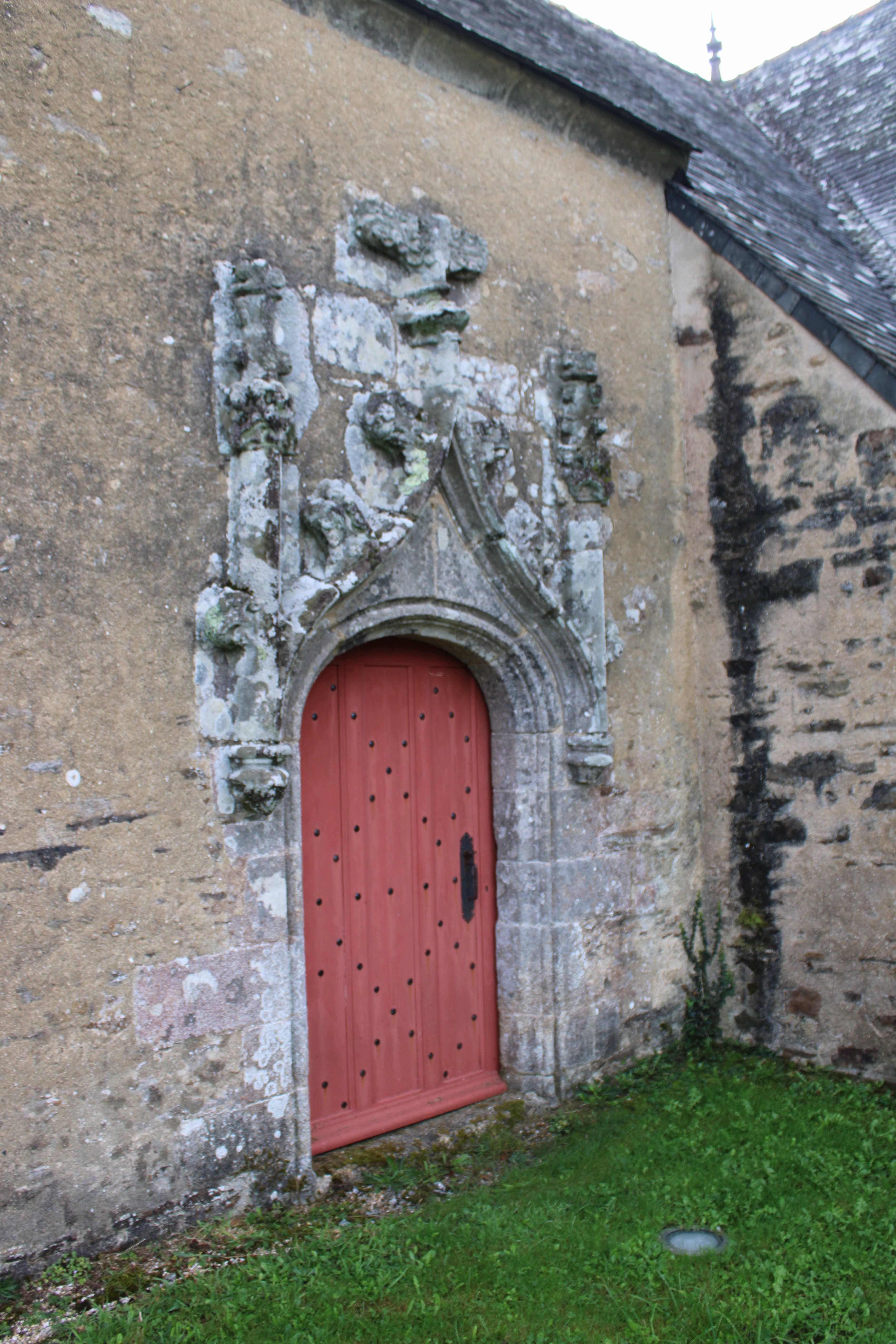
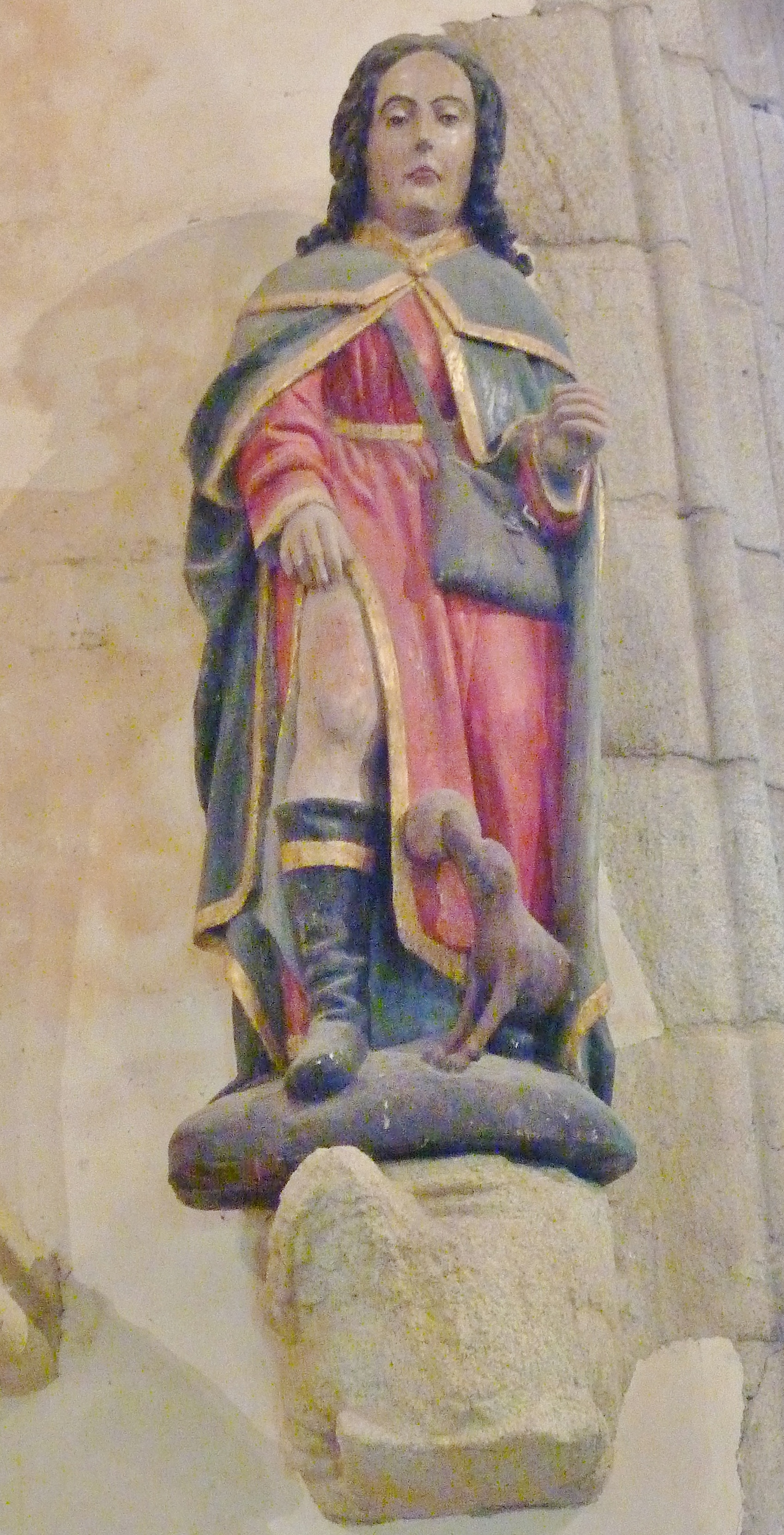
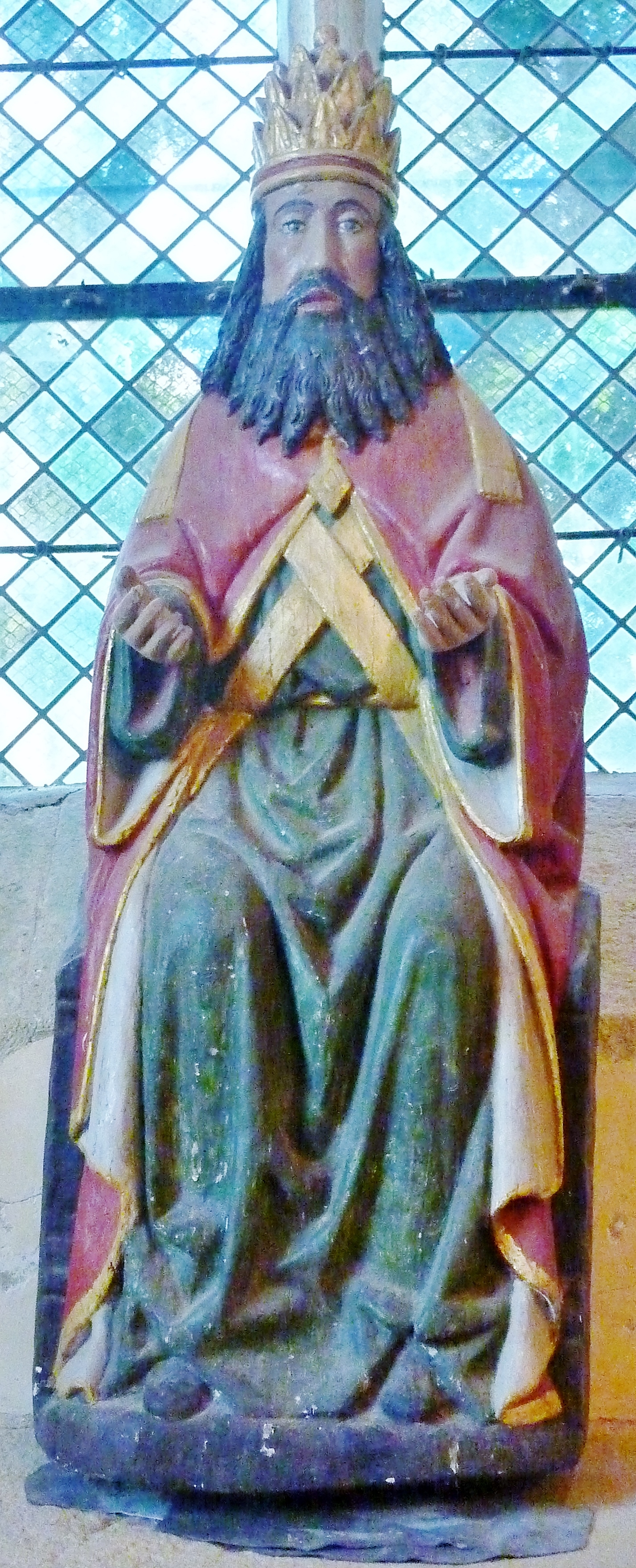
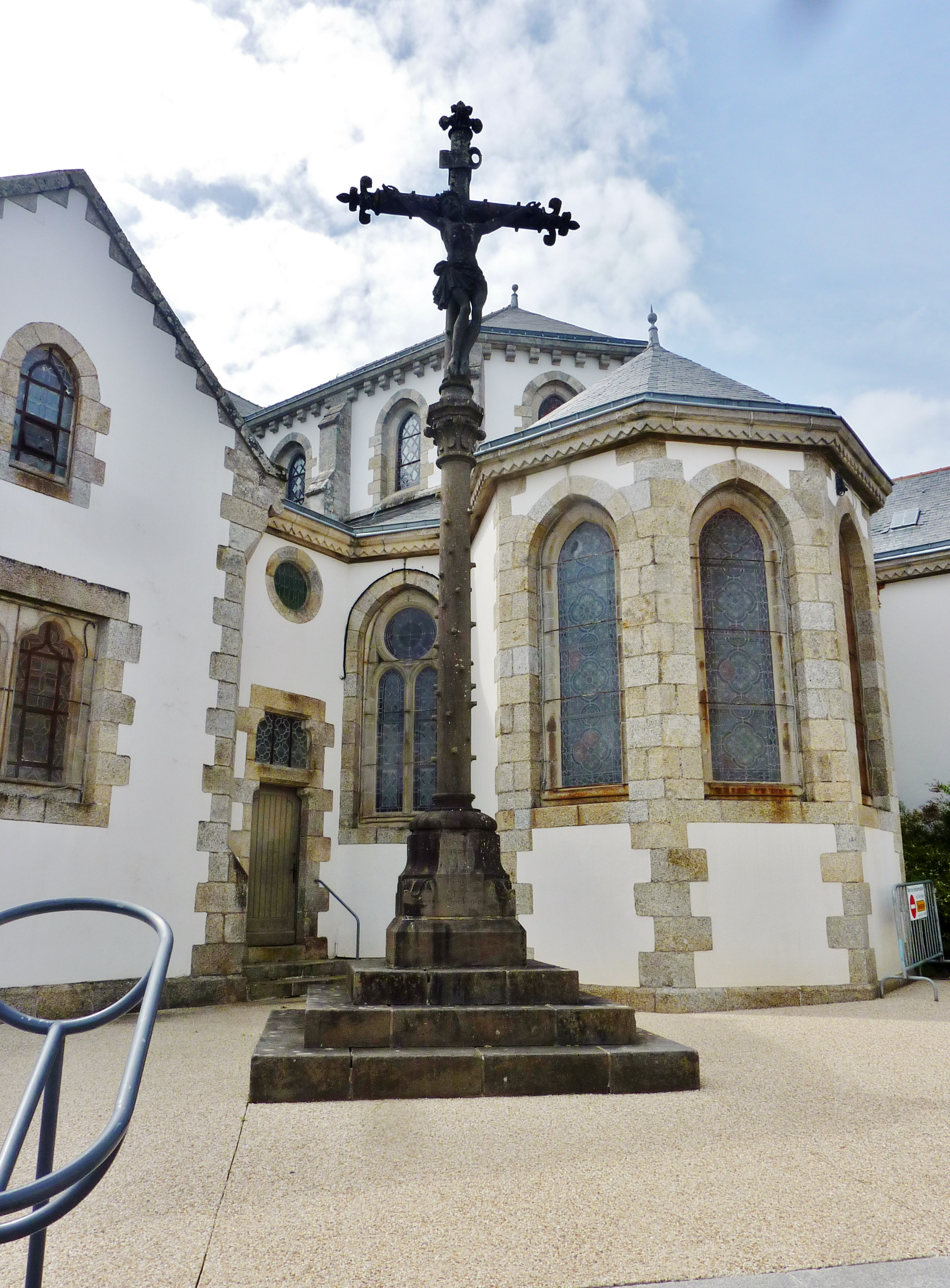
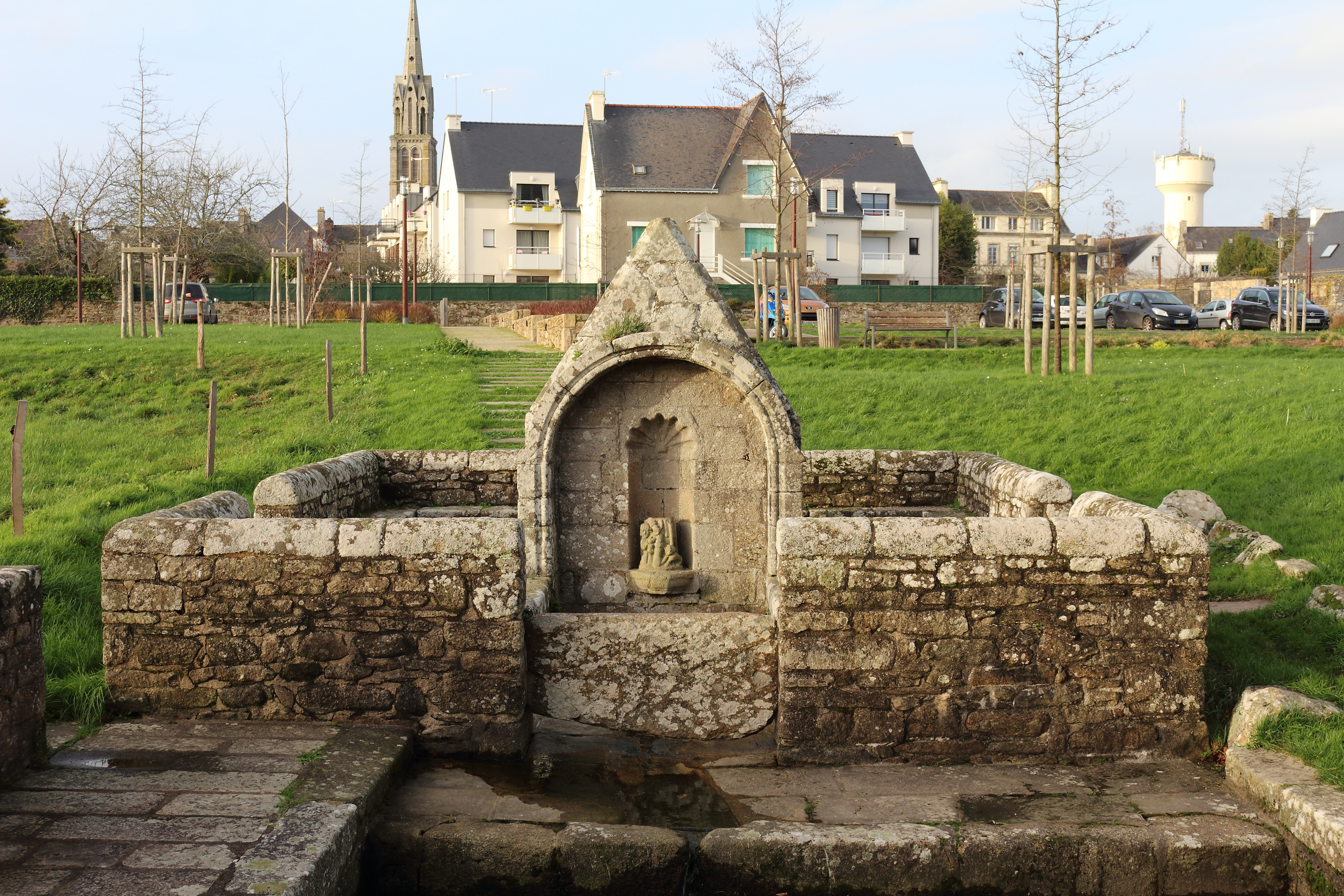